# Réginald Storms
Réginald Frédéric Beaufoy Storms (* 13. September 1880 in Oorbeek; † 24. Februar 1948 in Brüssel) war ein belgischer Sportschütze und Tennisspieler.

## Erfolge
Réginald Storms nahm an den Olympischen Spielen 1908 in London in zwei Wettbewerben teil. Im Einzelwettbewerb mit der Freien Pistole erzielte er mit 487 Punkten das zweitbeste Resultat des Wettkampfs nach Paul van Asbroeck und gewann so vor dem Drittplatzierten James Gorman die Silbermedaille. In der Mannschaftskonkurrenz belegte er gemeinsam mit Paul van Asbroeck, Charles Paumier du Verger und René Englebert ebenfalls den zweiten Platz. Mit 1863 Punkten behaupteten sich die Belgier vor der britischen Mannschaft, während die US-amerikanische Mannschaft den Wettbewerb gewann. Storms war dabei mit 477 Punkten der zweitbeste Schütze der Mannschaft. 1907 wurde Storms in Zürich in der Mannschaftskonkurrenz mit der Freien Pistole Weltmeister. Im Jahr darauf belegte er mit der Mannschaft in Wien den zweiten Platz.
Er war mit der Tennisspielerin Marie Storms verheiratet, die an den Olympischen Spielen 1920 in Antwerpen und 1924 in Paris teilnahm. Auch Storms selbst war als Tennisspieler aktiv.